# Accipiter erythropus
El gavilancito muslirrojo, gavilancito patirrojo o azor chico de patas rojas  (Accipiter erythropus), es una especie de ave Accipitriforme de la familia Accipitridae. 

## Distribución
Es originaria del África ecuatorial y su área de distribución abarca los siguientes países: Angola, Benín, Burkina Faso, Camerún, República Centroafricana, República del Congo, República democrática del Congo, Costa de Marfil, Gabón, Gambia, Ghana, Guinea, Guinea-Bissau, Liberia, Nigeria, Ruanda, Senegal, Sierra Leona, Togo y Uganda.

## Descripción
Es un ave de pequeño tamaño, entre 24 y 26 cm de longitud, con alas cortas y anchas de 50 cm de envergadura y unos 90 gr de peso en el caso de los machos y alrededor de 150  en el caso de las hembras. 

## Hábitat y alimentación
Vive en el interior de los bosques tropicales y subtropicales de las tierras bajas y se muestra más activa en las horas crepusculares del día, cuando caza al vuelo las pequeñas aves e invertebrados que constituyen la parte principal de su dieta. También se alimenta de anfibios y reptiles.